# Wildens Delva
Wildens Delva (* 15. Oktober 1991 in Port-au-Prince) ist ein haitianischstämmiger Fußballspieler aus den Turks- und Caicosinseln.

## Karriere

### Verein
Mit seinem Verein AFC Academy wurde Delva in den Saisons 2014 und 2014/15 jeweils Meister.

### Nationalmannschaft
Für die Nationalmannschaft der Turks- und Caicosinseln gab er sein Debüt bei der Qualifikation zum Gold Cup 2015 gegen Aruba, datiert am 30. Mai 2014. Bei dem einzigen Sieg in dieser Qualifikation, einem 2:0-Sieg über die Britischen Jungferninseln, war Delva im Einsatz.
Bei der Qualifikation zu der WM 2018 spielte er jeweils im Hin- und Rückspiel gegen die Nationalmannschaft von St. Kitts und Nevis. In beiden Begegnungen verloren die Turks- und Caicosinseln mit 2:6.

## Erfolge
Meister der Provo Premier League: (2)
- 2014, 2014/15